# Horacio Salaberry
Horacio Salaberry, vollständiger Name Horacio David Salaberry, (* 3. April 1987 in Colonia del Sacramento) ist ein uruguayischer Fußballspieler.

## Karriere
Der 1,80 Meter große Defensivakteur Salaberry stand zu Beginn seiner Karriere von 2005 bis Mitte 2009 in Reihen der Reservemannschaft (Formativas) von Defensor Sporting. In der Saison 2008/09 gehörte er sodann auf Leihbasis dem Kader des Club Atlético Rentistas an und bestritt für die Montevideaner mindestens drei Spiele in der (kein Tor) in der Segunda División. Anfang August 2010 wechselte er zu Plaza Colonia. Dort traf er in den beiden Spielzeiten 2010/11 und 2011/12 insgesamt fünfmal bei 38 Zweitligaeinsätzen ins gegnerische Tor. Im Juli 2012 wurde er an Mushuc Runa ausgeliehen. Die Einsatzstatistik beim Klub aus Ecuador weist für ihn vier Treffer in der Primera B aus. Dabei absolvierte er mindestens vier Ligaspiele. Ende Januar 2013 kehrte er zu Plaza Colonia zurück. In der Apertura 2013 lief er in zwölf Zweitligapartien auf und schoss zwei Tore. Anfang März 2014 verpflichtete ihn LDU Portoviejo. Dort werden mindestens fünf Ligaeinsätze und insgesamt sechs Ligatore für ihn geführt. Zum Jahresanfang 2015 schloss Salaberry sich SD Aucas an. Zehn Tore und 48 Erstligaspiele stehen beim Klub aus Quito für ihn zu Buche. Es folgte Anfang Juni 2016 ein Wechsel zu Independiente Santa Fe. Bei den Kolumbianern wurde er in zehn Erstligaspielen (kein Tor), fünf Aufeinandertreffen (kein Tor) der Copa Colombia, zwei Partien (kein Tor) der Copa Sudamericana 2016 und in den beiden Finalspielen gegen den argentinischen Verein River Plate um die Recopa Sudamericana 2016 eingesetzt. Im letztgenannten Wettbewerb unterlag seine Mannschaft gegen die Argentinier. Salaberry erzielte aber den einzigen Treffer seines Klubs. Seit Anfang 2017 setzt er seine sportliche Laufbahn bei LDU Quito fort. Bislang (Stand: 11. März 2017) kam er dort in zwei Erstligapartien (kein Tor) zum Einsatz.